# Caroline Schwarz

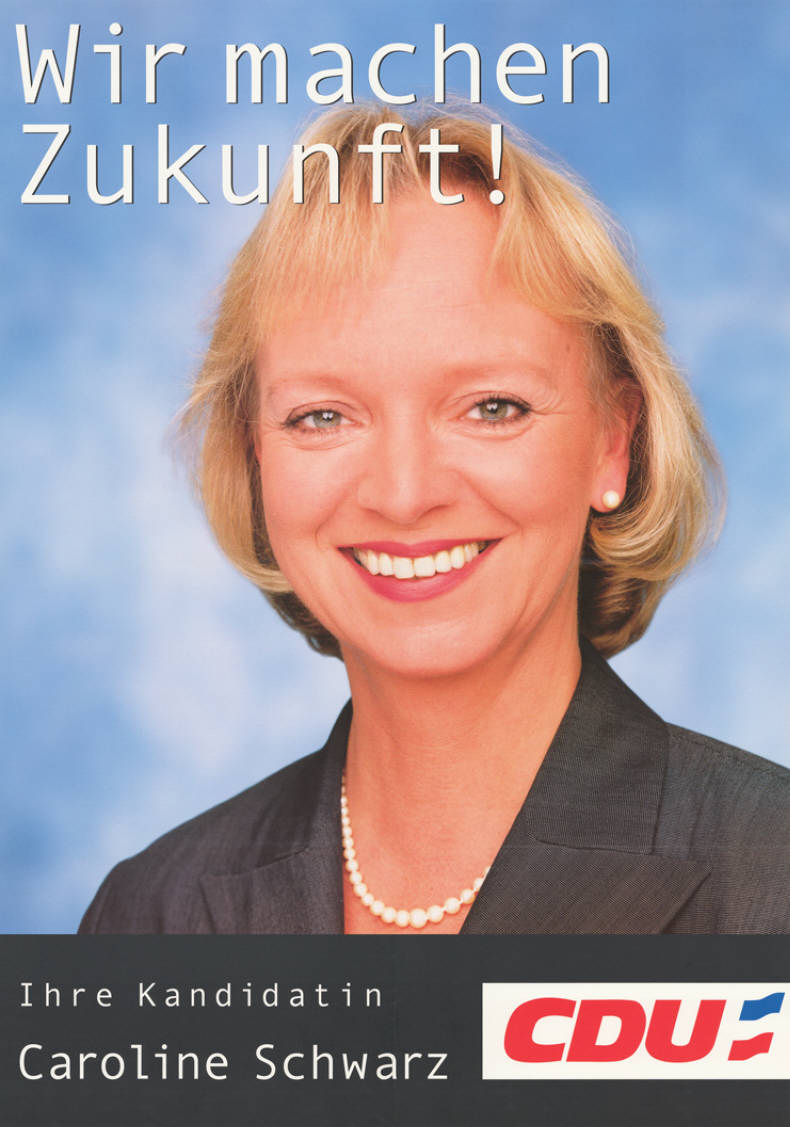
Caroline Schwarz auf einem Landtagswahlplakat 2000

Caroline Schwarz (gebürtig Caroline Lange; * 29. März 1954 in Lübeck) ist eine deutsche Politikerin (CDU).

## Leben
Caroline Lange legte 1972 das Abitur am altsprachlichen Zweig des Katharineums zu Lübeck ab. Sie studierte bis 1978 Klassische Philologie an der Christian-Albrechts-Universität zu Kiel und der Philipps-Universität Marburg. Sie unterrichtete an der Kreismusikschule Schleswig-Flensburg und war ab 1981 als Versicherungskauffrau für eine Bausparkasse und Versicherung tätig. 1982 trat sie in die CDU ein. 1982 wurde sie zur Vorsitzenden der Frauen-Union Schleswig und Umland gewählt, 1986 in den Stadtrat von Schleswig. Sie war von 2003 bis 2008 1. Stellvertretende Bürgermeisterin und Erste Stadträtin.
Bei der Wahl am 5. April 1992 zog sie über die CDU-Landesliste in den Landtag Schleswig-Holsteins ein. Sie war Mitglied im Eingaben- und im Umweltausschuss. Mit 39,7 Prozent der Wählerstimmen wurde sie 1996 im Landtagswahlkreis Schleswig-Süd direkt gewählt. Sie war Mitglied im Bildungsausschuss, im Eingabenausschuss sowie 1999/2000 stellvertretendes Mitglied des Pallas-Untersuchungsausschusses.
2000 kam sie über die CDU-Landesliste erneut in den Landtag und gehörte ihm bis März 2005 an.
Zwischen Mai 2005 und der Regierungsneubildung infolge der schleswig-holsteinischen Landtagswahl im Jahr 2012 war Caroline Schwarz Beauftragte für Minderheiten und Kultur des Landes Schleswig-Holstein.
Sie ist mit einem Historiker verheiratet und lebt in Schleswig.

## Auszeichnungen
- 2002: Freiherr-vom-Stein-Medaille